# Tinodes makedonicus
Tinodes makedonicus is een schietmot uit de familie Psychomyiidae. De soort komt voor in het Palearctisch gebied.